# 여신전생
《여신전생》(女神轉生, Megami Tensei)은 니시타니 아야 (일본어: 西谷史)의 소설을 원작으로 제작된 일본의 비디오 게임 시리즈이다. 줄여서 메가텐(メガテン), 혹은 DDS(Digital Devil Story)로 불린다.

## 개발 경위
원작은 1986년에 발표된 니시타니 아야의 전기SF소설 '디지털 데빌 스토리(デジタル・デビル・ストーリー)'(토쿠마 서점/아니메이쥬문고)의 제 1작 '여신전생(女神転生)'이다. 
 당시 토쿠마 서점은 소설을 중심으로한 미디어 믹스전략을 추진하고있었는데, 이 계획의 일환으로 1987년 오리지널 비디오 애니메이션 '디지털 데빌 이야기 여신전생(デジタル・デビル物語 女神転生)'이 발매되었다. 그리고 같은해 시리즈의 원조인 '디지털 데빌 이야기 여신전생(デジタル・デビル物語 女神転生)'이 남코(현 반다이남코게임스)에서 패밀리 컴퓨터용 RPG로 발매되었다. 그 후, RPG판은 원작 소설과 관계없이 독자적으로 시리즈와되어 여러 가지 게임기로 만들어졌으며, 속편,외전이 만들어지기도 하였다. 제1작과 제2작은 아틀라스가 개발하고 남코가 판매하였다. 1992년에 슈퍼 패미컴으로 발매된 제3작 '진 여신전생(真・女神転生)' 이후부터 개발/판매 모두 아틀라스에서 담당하였다. 
 2003년까지의 시리즈 디렉터는 아틀라스 창립 멤버중 한 사람인 오카다 코지(岡田耕始)가 맡고있었는데, 아틀라스를 퇴사-독립하게 되어 그 다음 시리즈부터는 참여하지 않았다. '여신전생II(女神転生II)'이 후의 주요 캐릭터 디자인은' 컴퓨터 악마 화가'라는 별명을 가진 아틀라스의 사원 가네코 가즈마(金子一馬)가 담당하고 있다.

## 특징
여신전생 시리즈의 가장 큰 특징은 바로 악마와의 교섭이다. 대부분의 롤플레잉 게임에서 적과 만났을 때 취할 수 있는 행동은 공격뿐이다. 그러나 이 작품에서는 또 다른 선택이 가능하다. 바로 '대화'다.플레이어는 이 대화를 통해 악마를 동료로 삼을 수도 있으며 아이템을 받을 수도 있다. 행동 여하에 따라 적 또는 우호적인 존재가 되는 이들은 적과 아군이라는 단순한 개념으로는 설명할 수 없는 이들이다. 각자 성격과 가치관이 다르기 때문에 교섭 역시 성격에 맞추어서 이야기해야 한다.
여신전생의 또 다른 파격적인 아이디어는 악마 합체이다. 악마 합체란 동료로 삼은 악마를 특정 장소에서 합체시켜 다른 악마로 변이시키는 것이다.

## 키워드
악마
악마 소환사(데빌 서머너)
속성(ALIGN)
악마 소환 프로그램
COMP
마카
생체 마그네타이트生体マグネタイト（M）
마인

## 게임 시스템
악마와의 회화
중마
악마 합체 시스템
월령 변화
AUTO커맨드
프레스 턴 배틀
데빌 애널라이즈
악마 전서(데비다스, 데빌 카르테, 페르소나 전서)
속성과 상성
오토 맵핑
E.A.(에네미 어피어런스) 인지 케이터
멀티 시나리오·멀티 엔딩
게임 오버

## 마법 체계
기본 사항

### 공격 마법
화염계
빙결계
전격계
충격계
파마계
주살계
만능계
수격계
질풍계
지변계
중력계
핵열계
염동계
폭발계

### 회복 마법
체력 회복계
부활계
상태 이상 회복

### 보조 마법·그 외
능력 증가
능력 저하
상태 변화
그 외 전투 중 마법
이동 중에 효과가 있는 마법

## 일본 외에 있어서 Megami Tensei
여신전생은 일본에서는 1987년부터 시작된 시리즈이지만, 구미에서는 오랫동안 발매되지 않았었다. 구미에서는 십자가나 6망성을 그대로 사용하는 것이나, 천사를 「악마」라고 부르는 것에 대하는 저항이 큰 일, 수많은 종교의 신들이 악마로서 사용되고 있는 것, 종교전쟁에 놓칠 수도 있는 스토리 전개등이 이유라고 말해진다.그 때문에, 「Shin Megami Tensei」를 씌우는 타이틀은 NOCTURNE가 처음이다(그렇지만 DemiKids아래에는, 작고 Shin Megami Tensei라고 쓰여지고는 있다).구미에서는 머리 글자를 취해 「SMT」이라고 생략해진다. 또, Hitler, 나치스는 터부인 모아 두어 「페르소나 2 죄」도 발매되지 않았다. 덧붙여 영문판에서는 악마는 Devil는 아니고 Demon와 표기되고 있다.
| 발매일     | 하드     | 북미판 타이틀                                                             | 일본내에서의 타이틀                                                                    |
| ---------- | -------- | ------------------------------------------------------------------------- | -------------------------------------------------------------------------------------- |
| 1995 10/20 | VB       | Jack Bros.                                                                | 잭 브라더스의 미로로 히호! (ジャック・ブラザースの迷路でヒーホー！)                    |
| 1996       | PS       | Revelations: Persona                                                      | 여신이문록 페르소나 (女神異聞録ペルソナ)                                               |
| 1999       | GBC      | Revelations: The Demon Slayer                                             | 여신전생 외전 라스트 바이블 (女神転生外伝 ラストバイブル)                              |
| 2000 12/22 | PS       | Persona2: Eternal Punishment                                              | 페르소나2 벌 (ペルソナ2 罰)                                                            |
| 2003 10/6  | GBA      | DemiKids: Light Version                                                   | 진 여신전생 데블칠드런 빛의 서 (真・女神転生デビルチルドレン 光の書)                   |
| 2003 10/7  | GBA      | DemiKids: Dark Version                                                    | 진 여신전생 데블칠드런 어둠의 서 (真・女神転生デビルチルドレン 闇の書)                 |
| 2004 10/12 | PS2      | Shin Megami Tensei: Nocturne                                              | 진 여신전생III-NOCTURNE 매니악스 (真・女神転生III-NOCTURNE マニアクス)                 |
| 2005 4/5   | PS2      | Shin Megami Tensei: Digital Devil Saga                                    | 디지털 데빌 사가 아바탈 튜너 (デジタル・デビル・サーガ アバタール・チューナー)         |
| 2005 10/11 | PS2      | Shin Megami Tensei: Digital Devil Saga 2                                  | 디지털 데빌 사가 아바탈 튜너2 (デジタル・デビル・サーガ アバタール・チューナー2)       |
| 2006 10/10 | PS2      | Shin Megami Tensei: Devil Summoner: Raidou Kuzunoha vs. The Soulless Army | 데빌 서머너 쿠즈노하 라이도우 대 초력병단 (デビルサマナー 葛葉ライドウ 対 超力兵団)    |
| 2007 8/14  | PS2      | Shin Megami Tensei: PERSONA 3                                             | 페르소나3 (ペルソナ3)                                                                  |
| 2009 5/12  | PS2      | Shin Megami Tensei: Devil Summoner 2: Raidou Kuzunoha vs. King Abaddon    | 데빌 서머너 쿠즈노하 라이도우 대 아바돈왕 (デビルサマナー 葛葉ライドウ 対 アバドン王)  |
| 2009 6/23  | DS       | Shin Megami Tensei: Devil Survivor                                        | 여신이문록 데빌 서바이버(女神異聞録デビルサバイバー)                                   |
| 2009 9/22  | PSP      | Shin Megami Tensei: Persona                                               | 페르소나(ペルソナ)                                                                     |
| 2010 3/23  | DS       | Shin Megami Tensei: Strange Journey                                       | 진 여신전생 STRANGE JOURNEY(真・女神転生 STRANGE JOURNEY)                              |
| 2011 9/20  | PSP      | Shin Megami Tensei: Persona 2: Innocent Sin                               | 페르소나2 죄(ペルソナ2 罪)                                                             |
| 2012 2/28  | DS       | Shin Megami Tensei: Devil Survivor 2                                      | 데빌 서바이버2(デビルサバイバー2)                                                      |
| 2012 8/7   | PS3/Xbox | Persona 4 Arena                                                           | 페르소나4 얼티메이트 마요나카 아레나(ペルソナ4 ジ・アルティメットインマヨナカアリーナ) |

## 그 외
2007년4월부터 시리즈 첫 온라인게임인 [진.여신전생IMAGINE](주식회사CAVE가 제작 www.cave.co.jp)은 여신전생 출시 20주년을 기념하는 첫 온라인게임이다. 여신전생 시리즈의 특색을 살리면서, 온라인게임으로써의 재미를 추구하며, 여타 온라인게임제품과는 한차원 다른 세계를 표현하고 있으며, 스타트 첫해 약3억8천만엔(한화 38억원)상당의 매출을 올리며, 일본 온라인게임시장의 톱그룹에 자리매김을 하고 있다.

## 같이 보기
- 《위저드리》